# Markus Schlicht
Markus Schlicht est un historien du XXe siècle, spécialiste de l'architecture et de la sculpture de la fin du Moyen Âge.

## Biographie
Après avoir suivi des études à Ratisbonne, Fribourg-en-Brisgau et Paris, il enseigne l’histoire à l’université de Rennes puis de Strasbourg. Il est depuis devenu chercheur au CNRS de Poitiers.

## Publications

### Ouvrage
- La cathédrale de Rouen vers 1300 : Portail des Libraires, portail de la Calende, chapelle de la Vierge, Caen, Société des antiquaires de Normandie, coll. « Mémoire de la Société des Antiquaires de Normandie - tome XLI », 2005, 421 p. (ISBN 2-9510558-3-8)

### Ouvrage en collaboration
- Jean-Charles Descubes (dir.) (préf. Jean-Charles Descubes), Rouen : Primatiale de Normandie, Strasbourg, La Nuée Bleue, coll. « La grâce d'une cathédrale », 2012, 511 p. (ISBN 978-2-7165-0792-9)

### Articles
- « La standardisation comme garant du succès commercial ? Les albâtres anglais de la fin du Moyen Âge », Perspective, 2 | 2019, 179-194 [mis en ligne le 30 juin 2020, consulté le 07 février 2022. URL : http://journals.openedition.org/perspective/15321 ; DOI : https://doi.org/10.4000/perspective.15321].